# 아제르바이잔군
아제르바이잔군(아제르바이잔어: Azərbaycan Silahlı Qüvvələri)은 1991년 10월 9일부터 아제르바이잔의 군대에 관한 법률에 따라 재설립되었다. 원래 아제르바이잔 민주공화국의 군대는 1920년 4월 28일부터 아제르바이잔 소비에트 사회주의 공화국으로 아제르바이잔이 소련에 흡수된 후 해체되었다. 1991년~1992년 소련이 해체된 후 아제르바이잔의 군대는 아제르바이잔 땅에 남겨진 소련의 기지와 장비를 바탕으로 개혁되었다.
군대는 아제르바이잔 육군, 아제르바이잔 공군 및 방공군, 아제르바이잔 해군 등 3개 지부를 두고 있다. 관련 부대로는 특정 상황에서 국가 방위에 관여할 수 있는 아제르바이잔 국가방위군, 아제르바이잔 내무군, 주 국경청 등이 있다.
아제르바이잔 언론 자료에 따르면, 2009년 아제르바이잔의 군사비 지출은 24억 6천만 달러로 책정되었지만, 스톡홀름 국제평화연구소에 따르면, 그 해에 단지 14억 7천 3백만 달러가 지출되었다. IISS는 또한 2009년 국방 예산이 15억 달러였다고 제안한다. 아제르바이잔 국방부는 군사 장비의 설계, 제조, 규제 및 유지를 감독한다. 미래에, 아제르바이잔은 탱크, 장갑차, 군용기 및 군용 헬리콥터의 건설을 시작하기를 희망한다.

## 개요
소련의 붕괴 이후, 아제르바이잔은 군대를 전문적이고, 잘 훈련된, 그리고 이동 가능한 군대로 더욱 발전시키기 위해 노력해오고 있다. 아제르바이잔은 군사 예산이 2005년 약 3억 달러에서 2009년 24억 6천만 달러로 증가하면서 광범위한 현대화와 능력 확장 프로그램을 겪고 있다. 총 병력은 육군 56,840명, 공군과 방공군 7,900명, 그리고 해군 2,200명이다. 또한 주방위군, 국경수비대, 그리고 내부 병력에도 19,500명의 인원이 있다. 게다가, 지난 15년간 군복무를 한 300,000명의 전직 군인들이 있다. 아제르바이잔의 군사 하드웨어는 220대의 주요 전투 탱크, 2005년과 2010년 사이에 추가로 획득한 162대의 T-80, 595대의 장갑 전투 차량, 그리고 270개의 포병 시스템으로 구성되어 있다. 공군은 약 106대의 항공기와 35대의 헬리콥터를 가지고 있다.
아제르바이잔은 핵무기 없는 국가로서 핵확산방지조약에 가입했다. 아제르바이잔은 NATO의 평화를 위한 동반자 관계에 참여한다. 아제르바이잔은 2003년에 다국적군에 합류했다. 이라크에 150명의 군대를 보냈고, 그 후 코소보에 군대를 보냈다. 아제르바이잔군은 여전히 아프가니스탄에서 복무하고 있다.
아제르바이잔의 국방 예산이 증가했음에도 불구하고, 2008년에 군대는 전투 준비 상태가 높지 않고 광범위한 전투 작전에 대한 준비가 부족한 것으로 평가되었다.
그러나 2017년 글로벌 화력은 아제르바이잔의 군사력을 127개국 중 59위로 평가했고, 남캅카스 국가들 중 가장 좋은 성과였다.

## 역사

### 아제르바이잔 민주공화국

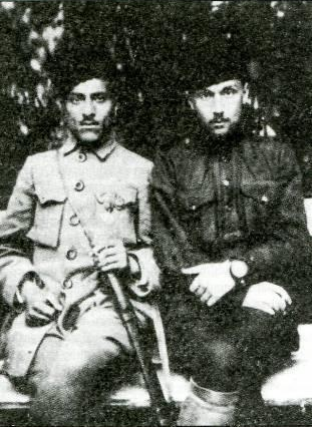
두 명의 아제르바이잔 군인, 아제르바이잔 민주공화국의 구바 군 부대 소속 (1919년)

현대 아제르바이잔군의 역사는 1918년 6월 26일, 아제르바이잔군이 창설되었을 때인 1918년 아제르바이잔 민주공화국으로 거슬러 올라간다. ADR의 첫 실질적인 국방부 장관은 호스로프 베이 술탄노프였다. 그 부처가 공식적으로 설립되었을 때, 사메드 베이 메흐만다로프 장군이 장관이 되었고, 그 후 알리아그하 쉬클린스키 중장이 그의 대리인이 되었다. ADR 군대의 참모총장은 중장 마체이 술케비치와 소장 압둘하미드 베이 가이타시였다.
붉은 군대는 1920년 4월 28일에 아제르바이잔을 침공했다. 새롭게 결성된 아제르바이잔군의 대부분이 카라바흐에서 발발한 아르메니아 반란을 진압하는 데 참여했지만, 아제르바이잔은 1918년~1920년의 짧은 독립을 신속하고 쉽게 포기하지 않았다. 총 30,000명의 군인 중 2만 명 정도가 러시아의 효과적인 재정복에 저항하며 죽었다. 아제르바이잔의 국가 군대는 볼셰비키 정부에 의해 폐지되었고, 21명의 장군 중 15명이 볼셰비키에 의해 처형되었다.

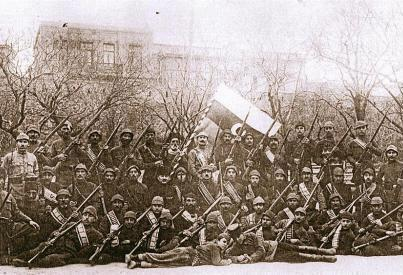
1918년 아제르바이잔 민주공화국 육군 장교

### 러시아 내전
아제르바이잔의 소련화 이후, 새롭게 구성된 아제르바이잔 붉은 군대는 러시아 내전과 조지아 침공에 참여하면서 이전 군대를 대체했다.

### 제2차 세계 대전

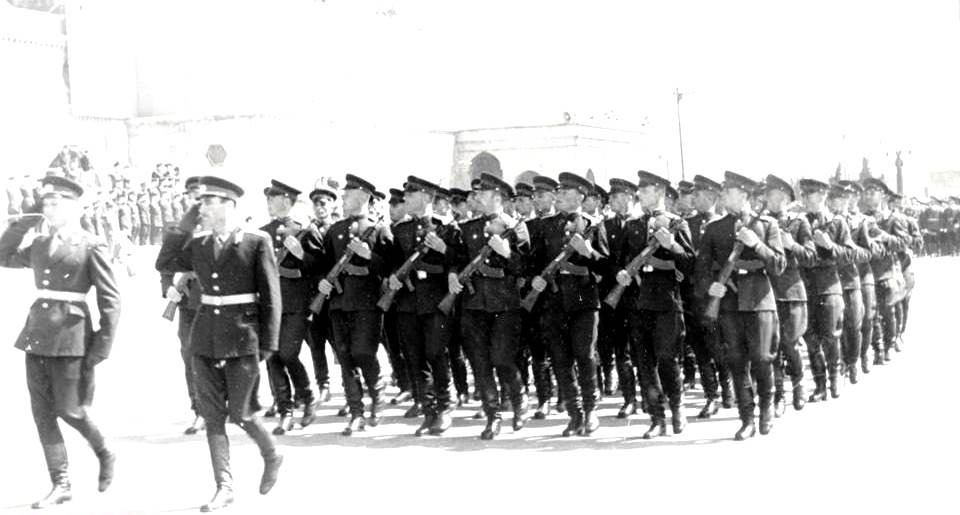
1960년 바쿠에서 열린 퍼레이드에서 바쿠 고등 전군 지휘학교 생도들

제2차 세계 대전 동안, 아제르바이잔은 소련의 전략적인 에너지 정책에서 중요한 역할을 했다. 소련의 동부 전선 석유의 대부분은 바쿠에 의해 공급되었다. 1942년 2월, 소련 최고 소비에트의 법령에 의해, 아제르바이잔의 석유 산업의 500명 이상의 노동자와 직원들의 헌신이 명령과 메달로 인정되었다. 독일 국방군이 수행한 에델바이스 작전은 바쿠의 유전이 소련에 미치는 중요성 때문에 바쿠를 목표로 했다. 약 80만 명의 아제르바이잔인이 소련 군대의 계급 내에서 싸웠고, 그 중 40만 명이 사망했다. 아제르바이잔 붉은 군대의 국가 구성은 223사단, 227사단, 396사단, 402사단, 416사단을 포함했다. 아제르바이잔의 소장 하지 아슬라노프는 그의 업적을 인정받아 전후의 긴 싸움 끝에 소련의 두 번째 영웅으로 서훈되었다.

### 소련군의 해체
냉전 기간 동안, 아제르바이잔은 1988년에 4개의 운동 소총 사단 (23위병, 60위병, 75위병, 295위병)을 포함하는 소련 제4군의 배치 지역이었다. 제75운동 소총 사단은 나흐츠반에서 고립되었다. 제4군은 또한 미사일 및 방공 여단, 포병 및 로켓 연대를 포함했다. 제75사단의 저장고와 장비는 명백하게 나흐츠반 당국으로 이전되었다. 아제르바이잔은 또한 소련 미사일 및 포병 기관의 49번째 무기고를 보유하고 있었는데, 이 무기고에는 7,000대 이상의 탄약이 10억 대를 초과했다.
아제르바이잔의 초대 대통령인 아야즈 뮈탤리보프는 독립적인 군대를 만들기를 원하지 않았고, 대신에 주로 소련 군대에 의존하기를 원했다. 의회가 1991년 9월 군대를 구성해야 한다고 결정했을 때에도, 정부와 야당인 아제르바이잔 인민전선 사이의 의견 충돌은 통일된 군대의 창설을 방해했다. 이 시기 즈음, 새로운 군대의 첫 번째 부대는 바쿠 남쪽의 쉬코프에 위치한 소련 육군 (아마도 제4군의 일부)의 기계화 보병으로 이루어진 18–110 군부대에 기초하여 만들어졌다. 의회의 결정 당시, 중장인 발레 바르샤들리는 1991년 9월 5일부터 12월 11일까지 아제르바이잔의 초대 국방부 장관이 되었다. 그 후 1992년 5월부터 9월 4일까지 그는 아제르바이잔군의 총참모장을 역임했다.

## 구조

### 명령
소련의 붕괴 이후, 국방부는 튀르키예/NATO 모델에 더 부합하도록 군대를 개혁하려는 시도가 있었고, 로브샨 아크바로프와 나즈메딘 사디코프와 같은 소련의 전통적인 장교들이 권력에서 제거되었다.
아제르바이잔은 작전 중 병사들 간의 상호작용과 전투조율을 향상시키는 훈련을 정기적으로 실시하고 있으며, 병사들의 전투 준비도와 지휘관들의 군사적 의사결정과 부대관리 능력을 향상시키고 있다.

### 육군

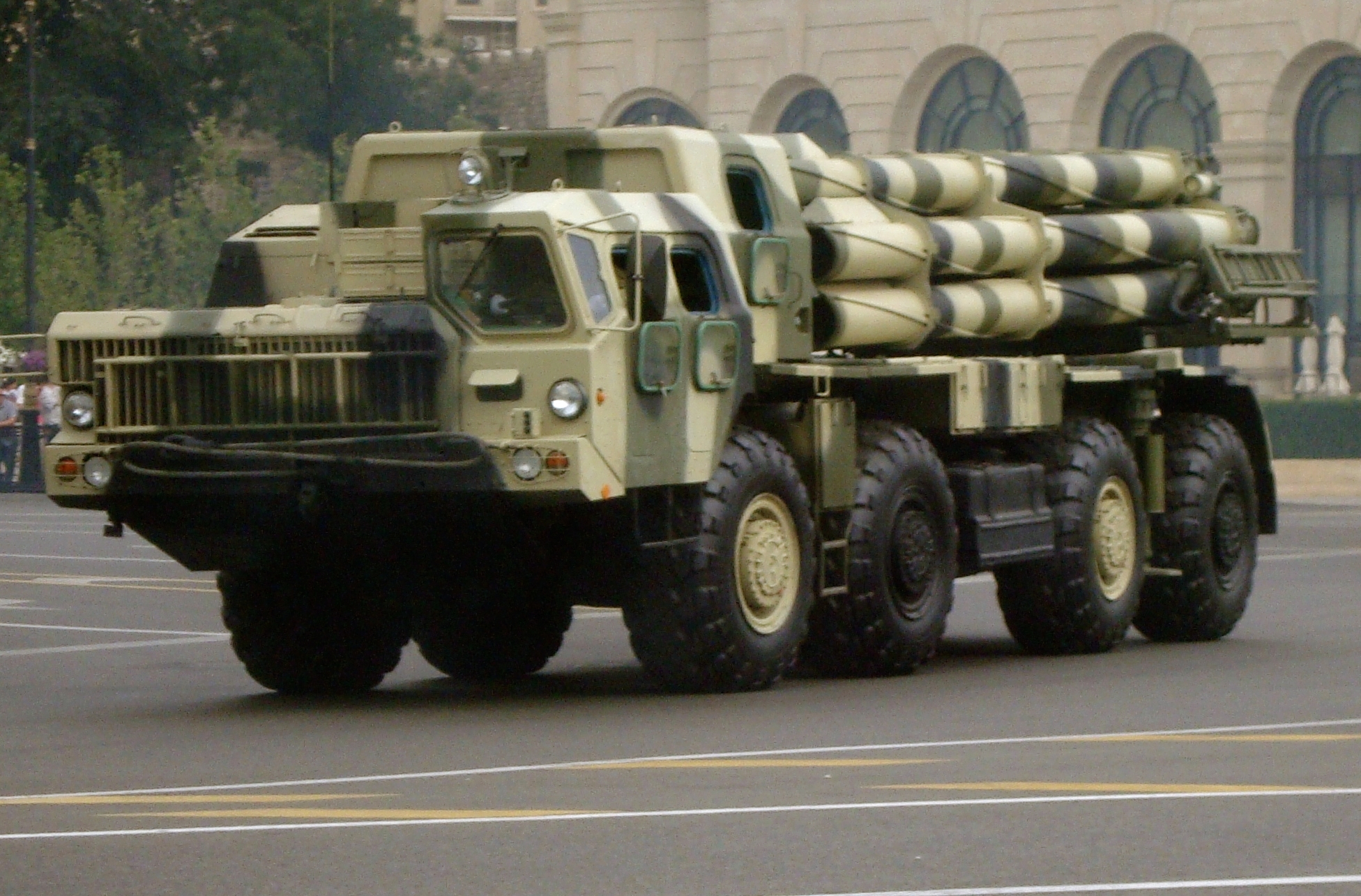
아제르바이잔은 사거리가 70~90km(55.92m)인 9A52 "스머치" 12개의 300mm 살보 로켓 시스템을 보유하고 있다.

영국 고등 연구 평가 그룹에 따르면, 아제르바이잔 육군은 85,000명이 강하다고 추정한다. 주 방위군의 2,500명 또한 지상군의 일부이다. 게다가, 지난 15년 동안 군 복무를 한 30만 명의 전직 군인들이 있다. 다른 준군사 조직은 아제르바이잔 내무부 내부 병력 12,000명과 주 국경국의 토지 구성 요소 5,000명으로 구성되어 있다.
아제르바이잔은 튀르키예의 지원으로 군대를 강화하고 군대를 훈련하기 위한 수많은 계약에 서명했다. 지난 15년 동안, 아제르바이잔은 나고르노카라바흐에서 아르메니아군에 대항하는 가능한 행동에 대비하여 군대를 준비해왔다.
아제르바이잔의 평화유지군은 대부분 육군으로부터 공급받지만, 아제르바이잔의 국내군도 일부를 공급한다. 2011년 3월 현재, 94명의 평화유지군이 아프가니스탄에 국제안보지원군(ISAF)과 함께 배치되었다. 과거에는, 또한 코소보와 이라크에서의 평화유지군 작전을 적극적으로 지원했다.
이라크에 배치된 아제르바이잔 평화유지군은 장교 14명, 중사 16명, 일병 120명, 총 150명으로 구성됐다. 이 부대는 2003년 8월부터 하디타에 수력발전소와 저수지를 확보했다. 2008년 12월, 아제르바이잔은 부대를 이라크에서 철수시켰다.
보도에 따르면 2014년 12월, 아제르바이잔은 나흐츠반에 별도의 연합 무기 군대를 창설했다. 카람 무스타파예프는 군단의 사령관이 되었다. 이 군대는 나흐츠반 자치 공화국의 방어 능력을 강화하고, 군 부대의 전투 능력과 군의 편성을 늘리고, 중앙 통제를 개선하기 위해 나흐츠반 제5군단에 기반을 두고 창설되었다고 국방부의 말을 인용하여 보도했다.

### 특수부대
아제르바이잔의 특수부대는 국방부의 일부이다. 그것은 1991년~1994년의 제1차 나고르노카라바흐 전쟁에 참가했던 장교들과 준장교들로 1999년 4월에 설립되었다. 튀르키예 특수부대 사령부는 부대 구성에 있어서 역할을 했다. 2020년 나고르노카라바흐 전쟁 동안, 특수부대의 인원들은 자브라일 도시와 주변의 9개의 마을을 아르메니아군으로부터 되찾았다. 11월 8일, 일함 알리예프는 특수부대 사령관의 "슈샤 해방"을 축하했다. 이 전쟁은 아제르바이잔이 처음으로 모든 특수부대를 적극적으로 사용한 것으로 여겨졌다.